# 春江水暖
《春江水暖》是2019年中國大陸導演顧曉剛執導的劇情片。

## 劇情
元朝画家黄公望以富春江两岸风貌画下《富春山居图》，为迎接2022年亚运会，富阳正在热火朝天地进行新城建设。富春江畔，四兄弟分四季轮流照顾中风后失智的母亲，四个家庭面临亲情与生活的考验。

## 演員
- 錢有法
- 汪鳳娟
- 孫章建
- 章仁良

## 發行
該片作為第72屆坎城影展「國際影評人週」的閉幕片。

## 獎項及提名
| 年份   | 颁奖礼                               | 獎項                     | 入围者       | 結果 | 參考 |
| ------ | ------------------------------------ | ------------------------ | ------------ | ---- | ---- |
| 2019年 | 西寧FIRST青年電影展                  | 最佳导演                 | 顧曉剛       | 獲獎 |      |
| 2019年 | 西寧FIRST青年電影展                  | 最佳剧情长片             | 《春江水暖》 | 獲獎 |      |
| 2019年 | 香港亞洲電影節                       | 亞洲新導演獎             | 《春江水暖》 | 提名 |      |
| 2019年 | 第32屆中國電影金雞獎                 | 最佳中小成本故事片       | 《春江水暖》 | 提名 |      |
| 2019年 | 第32屆中國電影金雞獎                 | 最佳音乐                 | 窦唯         | 提名 |      |
| 2024年 | 中国电影导演协会2020年至2023年度表彰 | 年度电影（2020年度）     | 《春江水暖》 | 提名 |      |
| 2024年 | 中国电影导演协会2020年至2023年度表彰 | 年度导演（2020年度）     | 顾晓刚       | 提名 |      |
| 2024年 | 中国电影导演协会2020年至2023年度表彰 | 年度编剧（2020年度）     | 顾晓刚       | 提名 |      |
| 2024年 | 中国电影导演协会2020年至2023年度表彰 | 年度青年导演（2020年度） | 顾晓刚       | 獲獎 |      |

## 外部連結
- 豆瓣电影上《春江水暖》的資料 （简体中文）
- 互联网电影数据库（IMDb）上《春江水暖》的资料（英文）